# Bătălia de la Lipnic
Pe 20 august 1470 (după alte surse 1469), la Lipnic (Lipinți), localitate în prezent situată în Raionul Ocnița, Republica Moldova a avut loc o bătălie, în care oastea moldovenească, condusă de Ștefan cel Mare, a învins tătarii Hoardei de Aur.

## Năvălirea tătarilor
În august 1469, tătarii Hanului Mamac de pe Volga au ajuns la Nistru. Aici oastea cea mare s-a divizat în trei. O parte din oaste a atacat Jitomirul, cea de a doua a atacat Trembovla, regiune periferică a Regatului Polonez, amplasată ceva mai la nord de Cernauți, iar cea de a treia a intrat în Moldova, prădând tot ce le stătea în cale.

## Bătălia
Călăreții lui Ștefan cel Mare i-au atacat cu săgețile pe tătarii intrați în Moldova, aceștia din urmă retrăgându-se și căutând un vad pentru trecerea peste Nistru. Totuși, oastea lui Ștefan i-a ajuns din urmă pe tătari, bătălia dându-se în dumbrava de lângă satul Lipnic. Tătarii au fost învinși, suportând pierderi grele. Fiul și fratele (Eminec) ai Hanului Mamac au fost luați prizonieri.

## Urmările bătăliei
După obținerea victoriei, Ștefan "a cunoscut că ajutoriu nu de aiurea i-au fost, ci numai de la Dumnezeu și Preacurata Maica Sa" (Grigore Ureche).  Arhivat în 27 martie 2008, la Wayback Machine.
Cronicarul polonez Jan Długosz afirmă că după bătălie, Hanul Mamac a trimis la Ștefan cel Mare 100 de soli pentru a cere, cu cele mai grozave amenințări, eliberarea fiului de han aflat captiv la moldoveni. Ștefan cel Mare, ca răspuns, a dispus ca fiul hanului să fie spintecat în patru bucăți în fața solilor. Apoi, 99 din cei 100 de soli au fost trași în țeapă. Ultimului sol tătar rămas în viață i s-a tăiat nasul, fiind trimis înapoi la Mamac pentru a povesti ce a văzut.
Eminec, fratele Hanului Mamac, a reușit să fugă din Cetatea Albă, unde era ținut închis.

## Bătălia în amintirea urmașilor

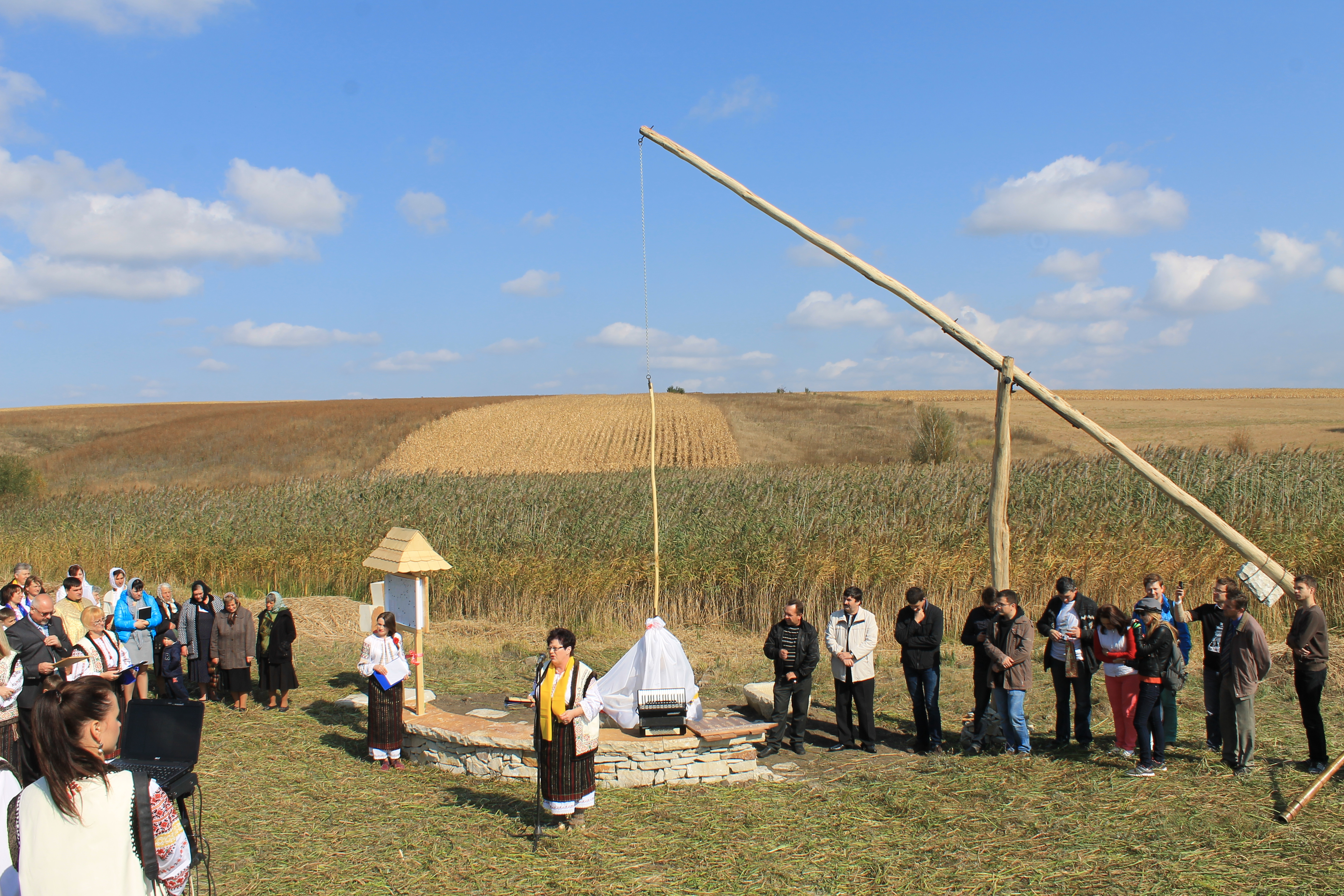
Inaugurarea Fântânii Cadânei după reconstrucție (27 septembrie 2014).

În perioada interbelică a secolului XX, în amintirea bătăliei lui Ștefan cel Mare cu tătarii, a fost înălțată la cimitirul din satul Lipnic, o "Troiță" în memoria celor căzuți în luptă.  Arhivat în 22 aprilie 2009, la Wayback Machine.
Lângă satul Lipnic mai există și astăzi Fântâna Cadânei, de unde, potrivit localnicilor, a început bătălia lui Ștefan cu Hanul Mamac. 
În anul 1927, în revista "Calendarul Basarabiei" a fost publicată de institutorul chișinăuian Ioan Popovici o baladă despre bătălia de la Lipnic. Această baladă a fost auzită pe 18 august 1884 de la Mihalache a Ciobăniței din satul Năvârneț, în vârstă de 77 de ani.